# Kevin McKenna (basket-ball)
Kevin McKenna, né le 8 janvier 1959 à Saint Paul, dans le Minnesota, est un joueur et entraîneur américain de basket-ball. Il évolue durant sa carrière aux postes d'arrière et d'ailier.

## Palmarès
- Champion NBA 1982
- Champion CBA 1990